# 小行星列表/157001-157100
| 名稱                         | 臨時編號   | 發現日期       | 發現地點   | 發現者                         |
| ---------------------------- | ---------- | -------------- | ---------- | ------------------------------ |
| 小行星157001                 | 2003 OU24  | 2003年7月24日  | 帕洛马山   | 近地小行星追踪                 |
| 小行星157002                 | 2003 OZ29  | 2003年7月24日  | 帕洛马山   | 近地小行星追踪                 |
| 小行星157003                 | 2003 OE30  | 2003年7月24日  | 帕洛马山   | 近地小行星追踪                 |
| 小行星157004                 | 2003 OB33  | 2003年7月25日  | 索科罗     | 林肯近地小行星研究小组         |
| 小行星157005                 | 2003 PG4   | 2003年8月3日   | 海勒卡拉   | 近地小行星追踪                 |
| 小行星157006                 | 2003 QH3   | 2003年8月19日  | 帝王台     | 帝王台近地天體巡天             |
| 小行星157007                 | 2003 QZ6   | 2003年8月20日  | 帝王台     | 帝王台近地天體巡天             |
| 小行星157008                 | 2003 QR11  | 2003年8月21日  | 海勒卡拉   | 近地小行星追踪                 |
| 小行星157009                 | 2003 QW18  | 2003年8月22日  | 索科罗     | 林肯近地小行星研究小组         |
| 小行星157010                 | 2003 QY32  | 2003年8月21日  | 帝王台     | 帝王台近地天體巡天             |
| 小行星157011                 | 2003 QX37  | 2003年8月22日  | 索科罗     | 林肯近地小行星研究小组         |
| 小行星157012                 | 2003 QC38  | 2003年8月22日  | 索科罗     | 林肯近地小行星研究小组         |
| 小行星157013                 | 2003 QH41  | 2003年8月22日  | 索科罗     | 林肯近地小行星研究小组         |
| 小行星157014                 | 2003 QO46  | 2003年8月23日  | 索科罗     | 林肯近地小行星研究小组         |
| 小行星157015Walterstraube    | 2003 QL47  | 2003年8月25日  | 德雷巴赫   | A. Knöfel、G. Lehmann          |
| 小行星157016                 | 2003 QL52  | 2003年8月23日  | 索科罗     | 林肯近地小行星研究小组         |
| 小行星157017                 | 2003 QX53  | 2003年8月23日  | 索科罗     | 林肯近地小行星研究小组         |
| 小行星157018                 | 2003 QD56  | 2003年8月23日  | 索科罗     | 林肯近地小行星研究小组         |
| 小行星157019                 | 2003 QX58  | 2003年8月23日  | 帕洛马山   | 近地小行星追踪                 |
| 小行星157020Fertőszentmiklós | 2003 QV68  | 2003年8月26日  | 马特劳山   | Piszkéstető                    |
| 小行星157021                 | 2003 QA69  | 2003年8月25日  | 芦苇溪     | 约翰·布劳顿                    |
| 小行星157022                 | 2003 QA77  | 2003年8月24日  | 索科罗     | 林肯近地小行星研究小组         |
| 小行星157023                 | 2003 QM80  | 2003年8月22日  | 帕洛马山   | 近地小行星追踪                 |
| 小行星157024                 | 2003 QN86  | 2003年8月25日  | 帕洛马山   | 近地小行星追踪                 |
| 小行星157025                 | 2003 QW88  | 2003年8月25日  | 索科罗     | 林肯近地小行星研究小组         |
| 小行星157026                 | 2003 QW93  | 2003年8月28日  | 海勒卡拉   | 近地小行星追踪                 |
| 小行星157027                 | 2003 QQ95  | 2003年8月30日  | 索科罗     | 林肯近地小行星研究小组         |
| 小行星157028                 | 2003 QH103 | 2003年8月31日  | 海勒卡拉   | 近地小行星追踪                 |
| 小行星157029                 | 2003 QE104 | 2003年8月31日  | 海勒卡拉   | 近地小行星追踪                 |
| 小行星157030                 | 2003 QM106 | 2003年8月31日  | 基特峰     | 太空监视                       |
| 小行星157031                 | 2003 QO109 | 2003年8月31日  | 索科罗     | 林肯近地小行星研究小组         |
| 小行星157032                 | 2003 RE4   | 2003年9月1日   | 索科罗     | 林肯近地小行星研究小组         |
| 小行星157033                 | 2003 SU12  | 2003年9月16日  | 基特峰     | 太空监视                       |
| 小行星157034                 | 2003 SX12  | 2003年9月16日  | 基特峰     | 太空监视                       |
| 小行星157035                 | 2003 SV17  | 2003年9月17日  | 基特峰     | 太空监视                       |
| 小行星157036                 | 2003 SG23  | 2003年9月16日  | 海勒卡拉   | 近地小行星追踪                 |
| 小行星157037                 | 2003 SV25  | 2003年9月17日  | 海勒卡拉   | 近地小行星追踪                 |
| 小行星157038                 | 2003 SW32  | 2003年9月18日  | 索科罗     | 林肯近地小行星研究小组         |
| 小行星157039                 | 2003 SQ34  | 2003年9月18日  | 帕洛马山   | 近地小行星追踪                 |
| 小行星157040                 | 2003 SA37  | 2003年9月19日  | 基特峰     | 太空监视                       |
| 小行星157041                 | 2003 SC37  | 2003年9月16日  | 帕洛马山   | 近地小行星追踪                 |
| 小行星157042                 | 2003 SK44  | 2003年9月16日  | 可可尼诺县 | 洛厄尔天文台近地小行星搜寻计划 |
| 小行星157043                 | 2003 ST44  | 2003年9月16日  | 可可尼诺县 | 洛厄尔天文台近地小行星搜寻计划 |
| 小行星157044                 | 2003 SN51  | 2003年9月18日  | 帕洛马山   | 近地小行星追踪                 |
| 小行星157045                 | 2003 SZ53  | 2003年9月16日  | 基特峰     | 太空监视                       |
| 小行星157046                 | 2003 SY56  | 2003年9月16日  | 基特峰     | 太空监视                       |
| 小行星157047                 | 2003 SG80  | 2003年9月19日  | 海勒卡拉   | 近地小行星追踪                 |
| 小行星157048                 | 2003 SE90  | 2003年9月18日  | 索科罗     | 林肯近地小行星研究小组         |
| 小行星157049                 | 2003 SE119 | 2003年9月16日  | 帕洛马山   | 近地小行星追踪                 |
| 小行星157050                 | 2003 SB123 | 2003年9月18日  | 索科罗     | 林肯近地小行星研究小组         |
| 小行星157051                 | 2003 SY123 | 2003年9月18日  | 帕洛马山   | 近地小行星追踪                 |
| 小行星157052                 | 2003 SH138 | 2003年9月19日  | 索科罗     | 林肯近地小行星研究小组         |
| 小行星157053                 | 2003 SJ139 | 2003年9月18日  | 索科罗     | 林肯近地小行星研究小组         |
| 小行星157054                 | 2003 SB147 | 2003年9月20日  | 帕洛马山   | 近地小行星追踪                 |
| 小行星157055                 | 2003 ST149 | 2003年9月17日  | 索科罗     | 林肯近地小行星研究小组         |
| 小行星157056                 | 2003 SJ153 | 2003年9月19日  | 可可尼诺县 | 洛厄尔天文台近地小行星搜寻计划 |
| 小行星157057                 | 2003 SO156 | 2003年9月19日  | 可可尼诺县 | 洛厄尔天文台近地小行星搜寻计划 |
| 小行星157058                 | 2003 ST166 | 2003年9月21日  | 索科罗     | 林肯近地小行星研究小组         |
| 小行星157059                 | 2003 SR188 | 2003年9月22日  | 可可尼诺县 | 洛厄尔天文台近地小行星搜寻计划 |
| 小行星157060                 | 2003 SZ199 | 2003年9月21日  | 可可尼诺县 | 洛厄尔天文台近地小行星搜寻计划 |
| 小行星157061                 | 2003 SP201 | 2003年9月26日  | 本森       | 杨光宇                         |
| 小行星157062                 | 2003 SU209 | 2003年9月25日  | 海勒卡拉   | 近地小行星追踪                 |
| 小行星157063                 | 2003 SJ211 | 2003年9月24日  | 海勒卡拉   | 近地小行星追踪                 |
| 小行星157064Sedona           | 2003 SQ216 | 2003年9月26日  | 克莱季     | 克莱季                         |
| 小行星157065                 | 2003 SK232 | 2003年9月24日  | 海勒卡拉   | 近地小行星追踪                 |
| 小行星157066                 | 2003 SL247 | 2003年9月26日  | 索科罗     | 林肯近地小行星研究小组         |
| 小行星157067                 | 2003 SV249 | 2003年9月26日  | 索科罗     | 林肯近地小行星研究小组         |
| 小行星157068                 | 2003 ST266 | 2003年9月29日  | 索科罗     | 林肯近地小行星研究小组         |
| 小行星157069                 | 2003 SR304 | 2003年9月17日  | 帕洛马山   | 近地小行星追踪                 |
| 小行星157070                 | 2003 SG307 | 2003年9月26日  | 索科罗     | 林肯近地小行星研究小组         |
| 小行星157071                 | 2003 TR3   | 2003年10月1日  | 索科罗     | 林肯近地小行星研究小组         |
| 小行星157072                 | 2003 UM7   | 2003年10月18日 | Kingsnake  | J. V. McClusky                 |
| 小行星157073                 | 2003 UL56  | 2003年10月19日 | 图森       | R. A. Tucker                   |
| 小行星157074                 | 2003 UE61  | 2003年10月16日 | 帕洛马山   | 近地小行星追踪                 |
| 小行星157075                 | 2003 UR280 | 2003年10月27日 | 海勒卡拉   | 近地小行星追踪                 |
| 小行星157076                 | 2003 UT281 | 2003年10月29日 | 可可尼诺县 | 洛厄尔天文台近地小行星搜寻计划 |
| 小行星157077                 | 2003 UO294 | 2003年10月16日 | 帕洛马山   | 近地小行星追踪                 |
| 小行星157078                 | 2003 WQ31  | 2003年11月18日 | 帕洛马山   | 近地小行星追踪                 |
| 小行星157079                 | 2003 WB98  | 2003年11月19日 | 可可尼诺县 | 洛厄尔天文台近地小行星搜寻计划 |
| 小行星157080                 | 2003 YG1   | 2003年12月17日 | 索科罗     | 林肯近地小行星研究小组         |
| 小行星157081                 | 2003 YL146 | 2003年12月28日 | 索科罗     | 林肯近地小行星研究小组         |
| 小行星157082                 | 2004 CW50  | 2004年2月11日  | 帕洛马山   | 近地小行星追踪                 |
| 小行星157083                 | 2004 CY51  | 2004年2月14日  | 索科罗     | 林肯近地小行星研究小组         |
| 小行星157084                 | 2004 CP114 | 2004年2月11日  | 索科罗     | 林肯近地小行星研究小组         |
| 小行星157085                 | 2004 EA2   | 2004年3月12日  | 帕洛马山   | 近地小行星追踪                 |
| 小行星157086                 | 2004 EQ10  | 2004年3月15日  | 本森       | 杨光宇                         |
| 小行星157087                 | 2004 EH57  | 2004年3月15日  | 帕洛马山   | 近地小行星追踪                 |
| 小行星157088                 | 2004 ER74  | 2004年3月13日  | 帕洛马山   | 近地小行星追踪                 |
| 小行星157089                 | 2004 ET115 | 2004年3月14日  | 基特峰     | 太空监视                       |
| 小行星157090                 | 2004 FU1   | 2004年3月17日  | 索科罗     | 林肯近地小行星研究小组         |
| 小行星157091                 | 2004 FZ36  | 2004年3月16日  | 帝王台     | 帝王台近地天體巡天             |
| 小行星157092                 | 2004 FS107 | 2004年3月22日  | 索科罗     | 林肯近地小行星研究小组         |
| 小行星157093                 | 2004 GT40  | 2004年4月12日  | 基特峰     | 太空监视                       |
| 小行星157094                 | 2004 HX10  | 2004年4月17日  | 帕洛马山   | 近地小行星追踪                 |
| 小行星157095                 | 2004 HD18  | 2004年4月17日  | 索科罗     | 林肯近地小行星研究小组         |
| 小行星157096                 | 2004 HQ32  | 2004年4月20日  | 索科罗     | 林肯近地小行星研究小组         |
| 小行星157097                 | 2004 HR52  | 2004年4月24日  | 基特峰     | 太空监视                       |
| 小行星157098                 | 2004 HN61  | 2004年4月25日  | 基特峰     | 太空监视                       |
| 小行星157099                 | 2004 HC62  | 2004年4月26日  | 赛丁泉山   | 賽丁泉巡天                     |
| 小行星157100                 | 2004 JV9   | 2004年5月13日  | 基特峰     | 太空监视                       |